# Миссия (фильм, 1986)
«Ми́ссия» (англ. The Mission) — британская драма, снятая в 1986 году Роланом Жоффе об испанских иезуитах, пытавшихся в XVIII веке защитить индейцев-гуарани от порабощения португальцами.
Картина завоевала «Золотую пальмовую ветвь» Каннского кинофестиваля (1986), премию «Оскар» (1987), «Золотой глобус» (1987) и множество других наград.

## Сюжет
В 1750-х годах испанский священник-иезуит отец Габриэль прибывает в джунгли северо-востока Аргентины и восточного Парагвая, чтобы построить миссионерскую станцию и обратить общину гуарани в христианство. Гуарани изначально не восприимчивы к христианству и к чужакам в целом, и когда Габриэль посылает священника, чтобы наладить с ними контакт, они привязывают того к деревянному кресту и пускают его вплавь по реке. Священник погибает, падая в водопад Игуасу. После этого отец Габриэль лично отправляется к водопаду, поднимается на его вершину, и играет на своём гобое, пытаясь установить контакт с индейцами. Один из воинов гуарани, увидев, что незнакомец — европеец, ломает гобой, бросает его в воду и уходит. Отец Габриэль принимает произошедшее смиренно, и остальные гуарани, очарованные музыкой, оставляют его в живых и берут с собой в деревню.
Наёмник и работорговец (бандейрант) Родриго Мендоса занимается похищением местных жителей, в том числе гуарани, которых он затем продаёт на близлежащие плантации, в частности, на плантации испанского правителя Дона Кабесы. Вернувшись из очередной рабозахватнической экспедиции, он узнаёт от своей невесты Карлотты, что та влюблена в его младшего сводного брата Фелипе. Позже Мендоса застает их вместе в постели и в приступе ярости убивает Фелипе на дуэли. Хотя Мендоса признан невиновным в убийстве Фелипе, он впадает в депрессию. Отец Габриэль навещает Мендосу и призывает его принять соответствующую епитимью. Мендоса сопровождает иезуитов на обратном пути в деревню гуарани, таща за собой через сельву тяжёлый свёрток, в котором лежат его доспехи и меч. Поначалу индейцы принимают Мендосу напряжённо на окраине их территории, поскольку они узнают в нём своего бывшего преследователя, однако вскоре они приходят, чтобы простить плачущего Мендосу и срезать его тяжёлый узел.
Миссия отца Гавриила изображена как место убежища и образования для гуарани. Мендоса, тронутый прощением гуарани, желает помочь на миссии, и отец Габриэль даёт ему Библию. Со временем Мендоса принимает обеты и становится иезуитом под началом отца Габриэля и его коллеги, отца Иоанна.
Благодаря защите, предлагаемой миссиям в соответствии с испанским законодательством, миссии иезуитов были в безопасности. Однако по Мадридскому договору (1750 г.) территория Южной Америки, на которой располагались миссии иезуитов, была перераспределена и передана португальцам, которые разрешили рабство. Португальские колонисты стремятся поработить туземцев и поскольку независимые миссии иезуитов могут воспрепятствовать этому, из Ватикана отправляется папский эмиссар кардинал Альтамирано, сам бывший священник-иезуит, чтобы проинспектировать миссии и решить, следует ли позволить им дальнейшую работу.
Под давлением Кабеса и португальского представителя Онтара кардинал Альтамирано вынужден выбирать из двух зол. Если он примет решение в пользу колонистов, индейцы станут рабами; если же в пользу миссий — весь орден иезуитов может быть осуждён португальцами, а в европейской католической церкви может произойти раскол. Альтамирано посещает миссии и поражается их трудолюбию и успеху как в обращении индейцев, так и экономическому прогрессу. На миссии Сан-Карлос отца Габриэля он пытается объяснить причины закрытия миссий и объявляет гуарани, что они должны уйти, потому что «такова Божья воля». Гуарани сомневаются в обоснованности его заявлений и утверждают, что воля Божья заключалась в том, чтобы развивать миссию. Отец Габриэль и Мендоса под угрозой отлучения заявляют о своём намерении защищать миссию вместе с гуарани в случае нападения владельцев плантаций и колонистов. Однако они расходятся во мнениях о том, как это следует делать, и обсуждают, как реагировать на надвигающееся военное нападение. Отец Габриэль считает, что насилие — прямое преступление против Бога. Мендоса, однако, решается нарушить обет, защищая миссию силой. Против воли отца Габриэля он учит туземцев европейскому военному искусству и снова берёт в руки свой меч.
Когда объединённые португальско-испанские силы атакуют, миссию поначалу защищают Мендоса, Иоанн и гуарани. Однако они не в состоянии противостоять превосходящим военным силам противника. Мендоса получает смертельное огнестрельное ранение после того, как солдаты уничтожили ловушку, не позволявшую им войти в деревню. Отец Иоанн жертвует собой, заманивая португальского командира в ловушку. Увидев церковную службу в миссионерской деревне, солдаты не хотят стрелять. Войдя в деревню солдаты слышат пение отца Габриэля, женщин и детей гуарани, идущих в религиозной процессии. Отец Габриэль возглавляет шествие, неся дароносицу со святым причастием. Несмотря на это, испанский командующий приказывает атаковать. Отца Габриэля вместе с остальными священниками и большинством гуарани, включая женщин и детей, безжалостно убивают. После того, как отца Габриэля застрелили, святое причастие берёт ребёнок и продолжает вести процессию. Лишь небольшая группа детей спасается бегством в джунглях.
В последнем разговоре между кардиналом Альтамирано и Онтаром, дипломат сетует, что произошедшее было несчастьем, но неизбежностью: «Мы должны работать в этом мире. Мир таков». Альтамирано отвечает: «Нет, мы сделали мир таким. Я сделал мир таким». Несколько дней спустя на место бойни в миссии возвращаются маленькие дети в каноэ, чтобы забрать какие-то вещи, после чего они уплывают вверх по реке вглубь джунглей. В заключение сообщается, что многие священники продолжают бороться за права коренных народов и по сей день. Показан текст Иоанна 1:5: «И свет во тьме светит, и тьма не объяла его».

## В ролях
- Роберт Де Ниро — Родриго Мендоса
- Джереми Айронс — отец Габриэль
- Рэй Макэнэлли — Альтамирано, папский посол
- Эйдан Куинн — Фелипе Мендоса
- Шери Лунги — Карлотта
- Рональд Пикап — Онтар, португальский представитель
- Чак Лоу — Кабеса, испанский представитель
- Лиам Нисон — отец Иоанн Филдинг
- Даниель Берриган — отец Себастиан

## Награды
- 1986 — два приза Каннского кинофестиваля: «Золотая пальмовая ветвь» и Технический гран-при (оба — Ролан Жоффе)
- 1987 — премия «Оскар» за лучшую операторскую работу (Крис Менгес), а также 6 номинаций: лучший фильм (Фернандо Гиа, Дэвид Патнем), лучший режиссёр (Ролан Жоффе), лучшая оригинальная музыка (Эннио Морриконе), лучший монтаж (Джим Кларк), лучшие костюмы (Энрико Саббатини), лучшая работа художников и декораторов (Стюарт Крэйг, Джек Стивенс)
- 1987 — три премии BAFTA: лучший актёр второго плана (Рэй Макэнэлли), лучшая музыка (Эннио Морриконе), лучший монтаж (Джим Кларк); а также ещё 8 номинаций: лучший фильм (Фернандо Гиа, Дэвид Патнем, Ролан Жоффе), лучший режиссёр (Ролан Жоффе), лучший оригинальный сценарий (Роберт Болт), лучшая операторская работа (Крис Менгес), лучшие костюмы (Энрико Саббатини), лучшая работа художника (Стюарт Крэйг), лучший звук (Иан Фуллер, Билл Роу, Клайв Уинтер), лучшие визуальные спецэффекты (Питер Хатчинсон)
- 1987 — две премии «Золотой глобус»: лучший сценарий (Роберт Болт) и лучшая оригинальная музыка (Эннио Морриконе); а также 3 номинации: лучший фильм — драма, лучший режиссёр (Ролан Жоффе), лучший драматический актёр (Джереми Айронс)
- 1987 — премия «Давид ди Донателло» за лучшее продюсирование зарубежного фильма (Фернандо Гиа, Дэвид Патнем), а также номинации за лучший зарубежный фильм (Ролан Жоффе) и за лучшую мужскую роль в зарубежном фильме (Джереми Айронс)
- 1987 — номинация на премию «Сезар» за лучший зарубежный фильм (Ролан Жоффе)